# Tenmei
Tenmei (japanska: 天明?, tenmei), 2 april 1781–25 januari 1789, är en period i den japanska tideräkningen. Perioden inleds med kejsar Kōkakus kröning.
Namnet är hämtat från ett citat ur det klassiska kinesiska verket Shujing.
Perioden förknippas med den så kallade Tenmei-svälten som rasade under nästan ett helt decennium och som sägs ha börjat i maj år tenmei 2 (1782), när extrema väderförhållanden förstörde årets skörd. Ett stort utbrott från Asamavulkanen 1783 förvärrade situationen i delar av landet. Enligt en teori bidrog isländska vulkanen Lakis stora utbrott samma år, då klimatet i stora delar av världen påverkades, också kraftigt.
År tenmei 7 (1788) plundrades risbodar i Osaka och Edo av hungrande folkmassor.
En stor brand i palatset sågs som ett järtecken och föranledde skiftet till kansei.